# Aviel Cahn
Aviel Cahn (* 14. Juni 1974 in Zürich) ist ein Schweizer Doktor der Rechtswissenschaften, studierter Sänger und Opernintendant.

## Leben
Cahn studierte an der Universität Zürich Klavier, Gesang und Rechtswissenschaften. Seine Dissertation trägt den Titel Der Theaterintendant – Seine rechtliche Stellung in Theorie und Praxis. Noch während seines Studiums leitete er eine eigene Künstleragentur, führte das künstlerische Büro des Zürcher Kammerorchesters unter Howard Griffiths und arbeitete in der Verwaltung für die Nureyev-Foundation.
In den Jahren 2000/01 baute er mit dem Dirigenten Tang Muhai in Peking die erste reguläre Konzert-Saison nach westlichem Vorbild für das China National Symphony Orchestra auf.
An der Finnischen Nationaloper in Helsinki war Cahn von 2001 bis 2004 Direktor der künstlerischen Planung. Dort werden jedes Jahr mehrere neue Opern von finnischen Komponisten uraufgeführt. In seiner Amtszeit wurde z. B. die Oper Rasputin von Einojuhani Rautavaara mit Matti Salminen in der Titelrolle uraufgeführt. Dazu hat Aviel Cahn mit der Oper in Helsinki europaweit für Aufsehen gesorgt mit der Großproduktion der Rossini-Oper Il viaggio a Reims, wofür er den Literaturnobelpreisträger Dario Fo als Regisseur und Ausstatter gewinnen konnte. Dario Fo hat zudem einen gewichtigen Teil des Librettos neu verfasst, von Rossini-Forscher Philip Gossett an die Musik angepasst. Die Aufführung wurde 2003 von Arte in ganz Europa live im TV übertragen.
Danach leitete Cahn die Oper am Stadttheater Bern. Er war bei seinem Amtsantritt in Bern 2004 der jüngste Operndirektor mit 30 Jahren. Er hat neue Werke sowie junge und heutige Lesearten der grossen Klassiker mit zum Teil ebenfalls speziell jungen Regisseuren wie Tatjana Gürbaca oder Mariame Clément aufgeführt. Dazu hat er wichtige Regisseure und Sänger erstmals in der Deutschschweiz mit Neuproduktionen vorgestellt: so zum Beispiel Guy Joosten, Harry Kupfer, Renata Scotto, Lorenzo Mariani. Viele weltweit führende Sänger sind in Bern mit ihm aufgetreten. Die zeitgenössische Oper pflegte er mit Erstaufführungen von Aulis Sallinen, Peter Eötvös und Christian Jost.
2006 hat Aviel Cahn den Concours Ernst Haefliger, den ersten internationalen Gesangswettbewerb für junge Opernsänger und Opernsängerinnen in der Schweiz, ins Leben gerufen. Der Wettbewerb ist dem Schweizer Tenor Ernst Haefliger gewidmet, der 2007 verstarb, bei der ersten Ausgabe des Wettbewerbs aber noch persönlich und aktiv mitgewirkt hat. Aviel Cahn blieb künstlerischer Direktor des Wettbewerbs bis 2009 und wurde dann von Dominique Mentha abgelöst.
Für die Saison 2007/08 war er auch Direktor des Zürcher Kammerorchesters zusammen mit Chefdirigent Tang Muhai.
Seit Januar 2009 war er Intendant der Flämischen Oper (De Vlaamse Opera) in Antwerpen/Gent. Regisseure wie Michael Thalheimer, Peter Konwitschny oder Calixto Bieito brachte er zum ersten Mal nach Belgien. Projekte mit Terry Gilliam, Jan Fabre oder den flämischen Theatergruppen Abattoir Fermé und FC Bergman gehörten ebenso zum Programm wie Uraufführungen (von Elena Kats-Chernin, Dirk D’Ase, Christian Jost, Giorgio Battistelli) und die Wiederentdeckung von Raritäten. 2011 bis 2016 war Dmitri Jurowski Chefdirigent. 2013 konnte Cahn den Oscarpreisträger Christoph Waltz dazu gewinnen, seine erste Operninszenierung in Antwerpen anzugehen mit Der Rosenkavalier.
Mit der Produktion Parsifal von Regisseurin Tatjana Gürbaca und unter musikalischer Leitung von Eliahu Inbal konnte Aviel Cahn mit der Vlaamse Opera wichtige Preise gewinnen: so die Produktion des Jahres 2013 in der Kritikerumfrage der Fachzeitschrift Opernwelt und den International Opera Award 2014 in London für die beste Wagner Anniversary Produktion des Wagner Jubiläumsjahres 2013. 2014 und 2015 war die Vlaamse Opera jeweils nominiert für „Best Opera Company“ (mit 5 anderen Opernhäusern weltweit) bei den International Opera Awards. Die Antwerpener Produktion La Juive von Peter Konwitschny hat für ihre Wiederaufnahme in Mannheim den Deutschen Theaterpreis Der Faust für Musiktheater 2016 gewonnen. Im April 2019 gewann die Opera Vlaanderen bei den International Opera Awards in London den Award für „Best Opera Company“.
Im Oktober 2013 wurde Aviel Cahn in den Vorstand der Europäischen Musiktheater-Akademie gewählt und seit 2019 wurde er dort in der Nachfolge von Dominique Meyer zum Präsidenten gewählt. Juni 2016 bis Juni 2022 war er Member of the Board (Vorstandsmitglied) und Vize-Präsident von Opera Europa. Seit 2019 unterrichtet Cahn am Mozarteum in Salzburg bei den Opernklassen von Gernot Sahler. Seit 2019 ist er im Vorstand der HEM Haute Ecole de Musique in Genf.
Im Sommer 2019 wechselte Aviel Cahn, nach 10 Jahren bei Opera Vlaanderen, als Generaldirektor ans Grand Théâtre de Genève in Genf. Schon in seiner ersten Saison 2019/20 wurde das Grand Théâtre mit der Auszeichnung „Opernhaus des Jahres“ vom Fachmagazin Opernwelt prämiert. 2021 begründete er in Genf zusammen mit lokalen Partnern das interdisziplinäre Projekt OperaLab.ch. Ab der Saison 2022/23 hatte er den Choreographen Sidi Larbi Cherkaoui als Direktor des Balletts nach Genf engagieren können, mit dem er bereits in Flandern intensiv zusammengearbeitet hatte.
Aviel Cahn hat neben seiner Dissertation auch einige Bücher publiziert und herausgegeben: Opera out of the box über seine Intendanz in Antwerpen/Gent, Judaism in Opera und Music Theatre in Motion in Zusammenarbeit mit Isolde Schmid-Reiter beim ConBrio Verlag.
Im Februar 2023 gab die Deutsche Oper Berlin bekannt, dass Cahn ab 2026 den Posten des Intendanten als Nachfolge von Dietmar Schwarz antreten wird.